# アースワークス
アースワークス（Bill Bruford's Earthworks）は、ドラマーのビル・ブルーフォードが率いるイギリスのジャズ・バンド。エディションズEG、ディシプリン・グローバル・モービル、サマーフォールド・レコードのためにいくつかのアルバムを録音した。
アースワークスはいくつかのラインナップを経験した。バンドのユニットとしての成果に加えて、アースワークスはジャンゴ・ベイツ、イアイン・バラミー、パトリック・クラハー、マーク・ホジソン、スティーヴ・ハミルトン、ギレルモ・シムコックのトレーニングの場にもなった。最終的なバンド・ラインナップには、チック・コリアのサイドマンとして知られるティム・ガーランドと、ベテラン・ベーシストのローレンス・コトルという、以前から定評のあるジャズ・ミュージシャンが参加した。バンド初期のインタビューでブルーフォードが時として語っていたのが、バンド内での自分の責任を、アート・ブレイキーとジャズ・メッセンジャーズのそれに似ていると例え、若いイギリスのジャズ・プレイヤーたちが注目と経験を積むための環境を提供し、その後、彼ら自体が有名な演奏家やバンドリーダーになるというものだった。
アースワークスの初期バージョンは、アコースティック/エレクトロニック・ジャズ・フュージョン・スタイルを強く強調し、ブルーフォードのエレクトロニック・シモンズ・ドラム（メロディック・パートやコード・パートによく使われる）、ベイツのシンセサイザー・ワーク、バラミーのサックス、そしてベイツのテナーホルンの伝統的なアコースティック要素とのバランスをとっていた。バンドの最初の結成時は、ダブルベースを特徴としていたが、その後、バンドは1993年までエレクトリック・ベースを使用していた。1998年以降、アースワークスは主にアコースティック・バンドとなり、エレクトリック楽器ではなくダブルベースとピアノを使用し、ブルーフォードはアコースティック・ドラム・キットへと回帰した。2009年1月、ブルーフォード引退のタイミングでバンドは正式に解散した。

## 略歴

### 背景
1968年からプロのミュージシャンとして活動しているビル・ブルーフォードは、もともとイギリスのプログレッシブ・ロック・ムーブメントのドラムのスーパースターであった。当初はイエスというバンドで有名になり（5年間を一緒に過ごした）、画期的なアルバム『こわれもの』や『危機』などをレコーディングしたが、1972年に大金を手にする成功寸前でバンドを脱退。その後、キング・クリムゾンに加入し、1974年の『レッド』でクライマックスを迎えるまでにいくつかのアルバムを制作した。1970年代後半までに、ブルーフォードはジェネシス、ゴング、ロイ・ハーパー、ナショナル・ヘルス、UKでも活動した。
ブルーフォードのドラミング・スタイルと音楽的展望は、常に強く、誠実にジャズを参考にしてきた。彼は、1977年から1980年にかけて彼が率いていたジャズ・ロック・フュージョン・バンド、ブルーフォードでこのジャンル界隈をより正しく探求し始め、（とりわけ）将来のフュージョン界におけるスーパースターであるアラン・ホールズワース、ジェフ・バーリン、そしてナショナル・ヘルスのキーボーディストであったデイヴ・スチュワートをフィーチャーしていた。1984年までに（そして4年間のキング・クリムゾンの再結成が終わりを迎える中）、ブルーフォードのジャズ演奏への興味は、パトリック・モラーツとの即興ピアノとドラムのパートナーシップによって復活していた。シモンズの電子ドラムキットの確固たる支持者となったブルーフォードは、この楽器を創造的なジャズの文脈にどのように導入できるか模索し始めた。

### アースワークス・マーク1（1986年-1993年）

#### 基盤形成（1986年）
ブルーフォードは1986年にビル・ブルーフォード・カルテットとしてアースワークスを結成し、自身はアコースティック・ドラムとシモンズ・ドラムを担当し、ジャンゴ・ベイツ（キーボード、テナーホルン、トランペット）、イアイン・バラミー（サックス）、ミック・ハットン（ダブルベース）というラインナップで活動を始めている。バラミーとベイツはどちらも伝説的なイギリスのビッグバンド、ルース・チューブスを続けているメンバーであり、ハットンはかつてベイツのバンド、ヒューマンズ（後のヒューマン・チェイン）でベイツとコラボレーションしており、アルト・サックス奏者のケン・スタッブスが率いるカルテットのファースト・ハウスでもバラミーとベイツの両方と共演していた。1986年、3人ともバラミーが率いるバンドで一緒に演奏していたときに、ブルーフォードから連絡を受けた。バラミーは2003年に、事実上、ブルーフォードがバラミーのバンドに加わったのではなく、ゼロから自分のバンドを立ち上げたものだとコメントしたが、ブルーフォードは「おそらく違う見方をするだろう」と認めた。日本でのデビュー・ツアーの後、正式にバンドはその名をビル・ブルーフォーズ・アースワークスへと変更した。

#### デビュー・アルバム、初期ツアー（1986年-1988年）
1986年10月、バンドはブルーフォードと頻繁にコラボレートしているデイヴ・スチュワートをプロデューサーに迎え、デビュー・アルバム『アースワークス』をレコーディングした。スチュワートはベース・シンセサイザーと「ごくたまに」キーボードも提供し（特に「Making a Song and Dance」と「Pressure」で有名）、妻で音楽パートナーのバーバラ・ガスキンがバラミーのバラード「It Needn't End In Tears」にサンプリング・ボーカルを追加した。このアルバムには、ベイツが作曲した「Emotional Shirt」も初収録されている。1987年も、ブルーフォードとデヴィッド・トーンらとの仕事、ベイツとバラミーのルース・チューブスへのコミットメントを中心に、ライブ活動が続けられた。イギリスとアメリカでのギグは概ね好評を博し、バンドは22日間のドイツ・ツアーでその年を締めくくった。
1988年の夏、アースワークスは再びツアーを行った。このツアーは、差し迫った悲劇（バラミーのガールフレンドのジェスが末期がんを発症していた）と、ハットンとバラミーの間の内部対立によって台無しにされ、ノルウェーのベルゲン大学でのコンサートのバックステージで2人の男が殴り合うことで最高潮に達した。計画されていたアメリカ・ツアーの西海岸公演は、バラミーがジェスと結婚するために帰国し、彼女の人生の最後の数週間を彼女と過ごすために、最終的に放棄された。ミネアポリス・リバーフェストでの最後のコンサート（その日の2公演のうちの2回目）はトリオで行われ、ベイツはバラミーのパートをテナーホルンで演奏した（ただし、キーボード奏者としての主な役割は引き続きカバーした）。

#### ティム・ハリーズがミック・ハットンに交代。アルバム『DIG?』。中断（1988年後半-1990年）
バラミーに哀悼の時間を与え、ミック・ハットンがアメリカ・ツアー後にバンドを脱退したため、アースワークスは1988年秋にティム・ハリーズ（もう一人の元ベイツのコラボレーターで、スティーライ・スパンとも共演していた）を新しいベーシストとして迎えて再結成した。ハリーズはダブルベースだけでなく、エレクトリック・ベースを弾き、熟練したファンク奏者として、バンドの「エレクトリック・ジャズ」の側面をさらに強調した。このラインナップは、11月にコーンウォールにてアースワークスのセカンド・アルバム『DIG?』を録音した。このアルバムは、デビュー・アルバムで見られたようなプロデューサーの過度な関与がなかったため、はるかにバンドとしての統一感があるものとなった。
1988年12月、ブルーフォードは、かつてのイエスの同僚であるジョン・アンダーソンが率いるロック・ミュージック・プロジェクトに参加（これはすぐに、イエスの再結成、アンダーソン・ブルーフォード・ウェイクマン・ハウであることが明らかになった）。その結果、続く1年間のほとんどの時間をアルバムとツアーに費やしたが、アースワークスでも6月に12日間のヨーロッパ・ツアーを行った。アンダーソン・ブルーフォード・ウェイクマン・ハウのセカンド・アルバムの制作は、1990年の大半を占め、特にバンドが8人編成によるイエスの再結成に引き込まれたときはなおさらであった。その頃には、ブルーフォードはイエス関連の仕事に幻滅してきており、6月と10月の2回のアースワークス・ツアーに参加する機会を歓迎していた。

#### アルバム『オール・ヘヴン・ブロウク・ルース』、さらにツアー（1991年-1992年）
アースワークスは1991年1月に再集結し、ブルーフォードとデヴィッド・トーンが共同プロデュースした3枚目のアルバム『オール・ヘヴン・ブロウク・ルース』をドイツでレコーディングした。第一次湾岸戦争を背景にしたアルバムのレコーディングは、（ブルーフォードによれば）「難しかった」という。アースワークスの状況は、その年の前半にブルーフォードがイエスの『結晶』ツアーに参加したことで改善されることはなかったが、アースワークスは秋にヨーロッパと日本でのコンサートをマネージメントした。イエスのツアーでは、6月15日にマディソン・スクエア・ガーデンのステージでブルーフォードのシモンズのドラムキットが屈辱的な故障を遂げたことで、来たるべき変化の警告がすでに届いていたため、早急にミニマルなアコースティックキットに戻る必要があった。
リリースと同時に、『オール・ヘヴン・ブロウク・ルース』はアースワークスのこれまでで最も完成度の高いアルバムとして迎えられた。これは、将来のジャンゴ・ベイツのスタンダード「Candles Still Flicker In Romania's Dark」の初登場を特徴としていた。共同プロデューサーのトーンのトレードマークである雰囲気のあるルーピング・テクニックは、「Forget-Me-Not」や「Temple of the Winds」などのイントロダクションではっきりと聴ける。1992年初頭、アースワークスはドイツでさらに多くの公演を行った。ブルーフォードが3月の『結晶』ツアーに最後のコミットメントを捧げた後、バンドは4月と7月にトランス＝カナダ・ジャズ・フェスティバルのために再集結した。

#### アースワークス・マーク1の終焉（1993年）
1993年、アースワークスは18日間のドイツ・ツアーを行い、ロンドンのジャズ・カフェでのコンサートは「素晴らしく」好評を博した。アースワークスの音楽活動の機会が復活したにもかかわらず、バンドは現実的な問題を抱え始めていた。この時点で、ブルーフォードは、かつて彼が支持していたシモンズの電子ドラムの技術的な限界をますます認識していた。シモンズ・キットは、おそらく現存する中で最も先進的な電子パーカッションであるにもかかわらず、その先駆的な技術により、保守が難しく、壊れやすく（空港の手荷物受取所での頻繁な損傷が証明している）、予測不可能で信頼性に欠ける（マディソン・スクエア・ガーデンでのイエス・コンサートで屈辱的な実演をしたように）というものであった。さらに、それは演奏スタイルの硬直性を強制するものであり、ブルーフォードと、彼が一緒に演奏するミュージシャンの両方が不利な立場に立たされた。ブルーフォードは、シモンズのドラムの性質が「ジャズ演奏に必要なしなやかさと柔軟性」に反していることに気づき、アースワークスは「ジャズ・ミュージシャンが参加するロック・グループに戻った」と（遺憾ながら）結論づけた。
同様に差し迫った問題は、ジャンゴ・ベイツがアースワークスを超えてしまったという事実であった。セカンド・アルバム『サマー・フルーツ』のリリースにより、彼自身のバンドリーダーとしてのキャリアがスタートし始めた。作曲家としてもパフォーマーとしても、ベイツはバンドの重要な部分となっており、差し迫った避けられない彼の脱退は、バンドを大幅に変えることにつながる。1993年9月の「最後の、硬く、不快な日付」の後、アースワークスの最初のラインナップは終了し、4人のミュージシャン全員が別々の道を歩み出した。バンドはこの機にライブ・アルバム（1994年の『Stamping Ground』、主にアメリカのツアー日程から収録）と、その後のコンピレーション・アルバム『ヘヴィンリー・ボディーズ』を発表。バラミーはベイツとの仕事を続けつつ、自身のソロ・キャリアを発展させ、ハリーズはスティーライ・スパンとセッションの仕事を続けた。

### アースワークス・マーク2（1997年–2008年）

#### 基盤形成（1997年末–1998年初頭）
1994年から1997年にかけて、ブルーフォードはプログレッシブ・ロックのキャリアへと戻り、今度はキング・クリムゾンの復活に参加した。しかし、彼はバディ・リッチ・ビッグ・バンドや、トニー・レヴィン、クリス・ボッティ、デヴィッド・トーンも参加したフュージョン・グループ、ブルーフォード・レヴィン・アッパー・エクストリミティーズ（B.L.U.E.）で、ジャズ関連の活動を続けていた。最も注目すべきは、1997年にブルーフォードがアメリカのジャズ・スター、ラルフ・タウナーとエディ・ゴメスと本格的なジャズ・アルバム『夏の幻影』を録音したことだ。
1997年後半、キング・クリムゾンの進まない状況から退いたブルーフォードは、若きスコットランド人ピアニスト、スティーヴ・ハミルトンと出会い、彼の音楽性に触発されてアースワークスの新バージョンを立ち上げることにした。ハミルトンが加わったことで、ブルーフォードはダブルベース奏者のジェフ・ガスコインと、元インコグニートのサックス奏者であるパトリック・クラハー（後者はジャズのルーツを追求し発展させることに熱心な元アシッド・ジャズとファンクのミュージシャン）を雇い入れた。オリジナル・バンドのエレクトロ・アコースティック・エクスペリメントと比較すると、アースワークスのセカンド・バージョンはほぼ完全にアコースティック・バンドであり、ブルーフォードは電子ドラムを完全に放棄し、アコースティック・キット（対称的に独自に構成されたもの）に戻った。バンドで唯一の電子楽器は、ハミルトンがまれに使用していたデジタル・キーボード・シンセサイザーぐらいとなった。

#### リニューアル・ツアー。アルバム『ア・パート・アンド・イエット・アパート』（1998年-1999年）
1998年後半、最初のイギリスでのコンサートに続いて、バンド（新しいダブルベース奏者マーク・ホジソンをフィーチャー）は、アースワークスの4枚目のアルバム『ア・パート・アンド・イエット・アパート』のレコーディングを開始した。このアルバムには新曲が収録されており、そのほとんどが活力を取り戻し自信に満ちあふれたブルーフォードによって書かれた。これは、ベイツとバラミーが素材の大部分を書いていた以前のアースワークスのラインナップとは対照的であった。
1999年1月、新しいアースワークスはアメリカ公演を行い、カリフォルニアと東海岸を訪れた。レビューは公平なほど励みになり（そしてその後のロンドンでのギグのレビューよりも確実に良い）、バンドが東海岸を上下しながら演奏した10月のアメリカへの再訪ツアーを奨励した。このツアーには、ニューヨークの伝説的なクラブ、バードランドでのアースワークス初のギグが含まれていた。同年、『ア・パート・アンド・イエット・アパート』はアースワークスの新レーベル（キング・クリムゾン傘下のディシプリン・グローバル・モービル）からリリースされ、バンドは東ヨーロッパのジャズ・フェスティバルで演奏した。
この時点で（そして、そうしないという金銭的なインセンティブにもかかわらず）、ブルーフォードは1970年代後半に初めてのジャズ関連プロジェクト以来、彼を悩ませてきたロック・ミュージックの過去をしっかりと捨て去っていた。彼は今や完全にジャズのアプローチに集中していた。その一環として、彼はアースワークスのバンドリーダー兼メイン・コンポーザーになっただけでなく、（真の家内制手工業のやり方で）バンドのマネージャー、ブッキング・エージェント、パブリシストにもなった。

#### ラリー・コリエルとの共演。アルバム『サウンド・オブ・サプライズ』（2000年-2001年）
2000年、アースワークスはベテランでジャズ・ギターのスターであるラリー・コリエルとロンドンで何度か公演を行い、その後、コリエルはスペイン・ツアーの際に病気で欠席せざるを得なかったサックス奏者パトリック・クラハーの代役を務めた。10月、バンドは19日間のイギリス・ツアーを開始し、その年の最後の数ヶ月で次のアルバムのレコーディングを開始し、ブルーフォードは他の職務に加えてプロデュースも行った。
アースワークスは、バンドの5枚目のスタジオ・アルバム『サウンド・オブ・サプライズ』の2001年5月のリリースに先立ち、日本、スペイン、南アフリカ、イギリス西部をツアーした。ここでも、音楽は主にブルーフォードが作曲していたが、将来的にバンドの運営に集中するために、すべての作曲業務を他のメンバーに任せることにした。ビジネスの観点からは、アースワークスがついにツアーで金を稼ぎ、定期的にアメリカをツアーする唯一のイギリスのジャズ・カルテットとなったため、これはうまく機能した。これは、その年の16日間のアメリカ・ツアーの成功に反映されており、その間、バンドは将来のリリースのためにライブ録音を行った。秋には、コーク・ジャズ・フェスティバルに「残念な」出演をした。

#### ティム・ガーランドがパトリック・クラハーの後任となる（2001年後半）
2001年末、パトリック・クラハーがバンドを脱退するよう求められ、バンドは別のラインナップへの変更を経験した。これにより、ブルーフォードは彼から、チック・コリアの貴重なサイドマンであったイギリスのサックス奏者兼作曲家であるティム・ガーランドへと交代させることができた。ブルーフォードは彼をアースワークスの創造的な運命を復活させるのに役立つと考えた。なお、バンドのクラハー在籍期は、2001年6月にロンドンのピザ・エクスプレスで録音された2002年の2枚組ライブ・アルバム『フットルース・アンド・ファンシー・フリー』と、2001年5月のアメリカ・ツアー中にニューヨークのボトムラインで録音されたコンパニオンDVD『フットルース・イン・NYC』でさらに表現されている。

#### ガーランドとの初年。アルバム『ランダム・アクツ・オブ・ハピネス』（2002年-2004年半ば）
ガーランドの加入により活力を取り戻したアースワークスは、ドイツと日本で一連のギグを行い、その後、東海岸と中西部でのアメリカ公演、さらにイギリスでは元ポリスのドラマー、スチュワート・コープランドとのコンサートを行った。9月には南米ツアーを行い、5日間で4カ国を訪れた。これらの努力と成功にもかかわらず、コンサートの機会が減少するにつれて、バンドは苦しみ始めていた。例外は2003年春のイギリス・ツアーで、バンドはティム・ガーランドが作曲した新曲を練習することができ、ロンドンのロニー・スコット・ジャズ・クラブでのヘッドライナー・シーズンで最高潮に達した。秋には、カリフォルニア州オークランドで新しいライブ・アルバムが録音された。これは2004年3月に『ランダム・アクツ・オブ・ハピネス』としてリリースされることになる。
また、2004年、ブルーフォードはディシプリン・グローバル・モービルとのビジネス関係を終了し、彼自身の小さな相互に関連するレコードレーベル、サマーフォールドとウィンターフォールドを設立した。前者は、新作とアーカイブ・リリース（新作の『ランダム・アクツ・オブ・ハピネス』を含む）の両方でアースワークスの本拠地になることとなった。

#### ギレルモ・シムコックがスティーヴ・ハミルトンの後任に。アンダーグラウンド・オーケストラとの共演を含むさらなる変革（2004年）
2004年4月、アースワークスのピアニストとして、スティーヴ・ハミルトンに代わって、すでに広く話題になっていたが、キャリアの基礎を築く必要があった優秀な若手ミュージシャンのグウィリム・シムコックが就任した。この頃、ブルーフォードはビザやミュージシャン組合の要求によって常に障害が生じる、大西洋をまたいだ音楽キャリアの経済的かつ官僚的な性質に我慢の限界を迎えつつあった。彼は可能な限りレギュラー・ミュージシャンを使用した（スタジオ録音の日程を含む）が、将来のアメリカでのアースワークス公演では、必要に応じて地元ミュージシャンを使用することにする。
アースワークスは2004年4月から7月にかけてイギリス・ツアーを行い、その間、バンドはティム・ガーランド率いるノネットのアンダーグラウンド・オーケストラといくつかの日程でチームを組んだ。統合されたバンドは、アースワークス・アンダーグラウンド・オーケストラと名乗った。バンドのニューヨーク版はコンサートで録音され、その結果は最終的に2006年のアルバム『アースワークス・アンダーグラウンド・オーケストラ』（クレジットはブルーフォード/ガーランド名義）としてリリースされた。

#### 最終活動期（2005年-2007年）
2005年、ブルーフォードはアースワークスをほとんど休養し、サマーフォールドとウィンターフォールドのリイシュー・プログラムに専念した。ブルーフォードは、世界中で時として行われるコンサートにおいてバンドのさまざまなバージョンと共演。ブルーフォード、ガーランド、シムコック、そしてベーシストのローレンス・コトル（ホジソンの後任）のラインナップで、アースワークスのレコーディングがさらに行われた。しかし、ブルーフォードはその後、この特定の年にアースワークスの芸術的な未来について確信が持てなかったことを告白した。
2006年、バンドは東南アジアをツアーし、その間にブルーフォードはドラム・クリニックへの出演がライブ・バンドのショーよりも人気があることに気づいた。それにもかかわらず、スペイン、ポーランド、スカンジナビアで、さらに多くのコンサートが続いた。ブルーフォードはまた、財政的なリスクに関係なく、アースワークスのフル・ブリティッシュ・バージョンをニューヨークに持って行くことを決意していた。2006年11月にそれを行い、予算とクリニックの仕事やソロ出演から得ているお金とのバランスを取った。2007年にはアースワークスのギグはなかったが、サマーフォールドは2枚のビデオ・アンソロジーDVDをリリースした。

#### 最後の解散（2008年）
2008年の夏、アースワークスはロンドンのロニー・スコットでコンサートを行い、これがバンド最後の出演となった。22年間の努力の末、ブルーフォードは、音楽ビジネスの経済性と、仕事と報酬の関係（さらには生存という実際的なビジネス）は、もはやバンドにも彼自身にも支えられないと結論づけた。サマーフォールドのリイシュー・プログラムは継続していたが、進行中のプロジェクトとしてのアースワークスは、ブルーフォードが教育レベル以外の音楽演奏からの引退を発表した2009年1月1日、（ブルーフォードの他のすべてのライブおよびスタジオ・プロジェクトとともに）最終的に正式な形で閉ざされた。コトルは様々なセッションやサイドマンとしての仕事に戻り、ガーランドは他のプロジェクトへと向かい、シムコック（彼は今や批評家や音楽業界の間で大きな注目を集めていた）はジャズとクラシック音楽の両方で急成長する異なる学問分野を超えたキャリアに戻っていった。

## アルバム・カバー
アースワークスのアルバム・カバーはすべて、イラストレーター兼デザイナーのデイヴ・マッキーンが手がけた。マッキーンはジャズ・ピアニストでもあり、元アースワークスのサックス奏者イアイン・バラミーと数々の音楽プロジェクトで共演している。

## メンバー
- ビル・ブルーフォード (Bill Bruford) - ドラム、パーカッション (1986年–2008年)
- イアイン・バラミー (Iain Ballamy) - サクソフォーン (1986年–1993年)
- ジャンゴ・ベイツ (Django Bates) -  ピアノ、キーボード、テナーホルン、トランペット、ポケット・トランペット (1986年–1993年)
- ミック・ハットン (Mick Hutton) - ダブルベース (1986年–1988年)
- ティム・ハリーズ (Tim Harries) - ダブルベース、ベース (1988年–1993年)
- スティーヴ・ハミルトン (Steve Hamilton) - ピアノ、キーボード (1997年–2004年)
- パトリック・クラハー (Patrick Clahar) - サクソフォーン (1997年–2001年)
- ジェフ・ガスコイン (Geoff Gascoigne) - ダブルベース (1997年–1998年)
- マーク・ホジソン (Mark Hodgson) - ダブルベース (1998年–2005年)
- ギレルモ・シムコック (Gwilym Simcock) - ピアノ、キーボード (2004年–2008年)
- ティム・ガーランド (Tim Garland) - サクソフォーン、クラリネット、バスクラリネット、フルート (2001年–2008年)
- ローレンス・コトル (Laurence Cottle) - ベース (2005年–2008年)

### ゲスト
- デイヴ・スチュワート (Dave Stewart) - シンセサイザー、シンセ・ベース (1986年 - スタジオのみ)
- ジュリアン・アルゲイエス (Julian Argüelles) - サクソフォーン (一時参加)
- ラリー・コリエル (Larry Coryell) - ギター (2000年 - ツアーのみ)
- 様々なアメリカのミュージシャン (2004年–2006年 - アメリカ・ライブ日程のみ)

## ディスコグラフィ

### スタジオ・アルバム
- 『アースワークス』 - Earthworks (1987年)
- 『DIG?』 - Dig? (1989年)
- 『オール・ヘヴン・ブロウク・ルース』 - All Heaven Broke Loose (1991年)
- 『ア・パート・アンド・イエット・アパート』 - A Part, and Yet Apart (1999年)
- 『サウンド・オブ・サプライズ』 - The Sound of Surprise (2001年)
- From Concept to Birth (2019年) ※ボックスセットの1枚。デモからマスターまでのプロセスを示す7つの短いトラックを収録[24]

### ライブ・アルバム (CD & DVD)
- Stamping Ground (1994年) ※1992年録音。収録場所は様々
- 『フットルース・アンド・ファンシー・フリー』 - Footloose and Fancy-Free (2002年) ※2001年6月録音。ロンドンのPizzaExpress Jazz Clubにて収録[25][24]
- 『フットルース・イン・NYC』 - Footloose in NYC (2002年) ※DVD。2001年5月、ニューヨークのボトムラインにて収録（2019年のボックスセットは2枚組CD付き）[26]
- 『ランダム・アクツ・オブ・ハピネス』 - Random Acts of Happiness (2004年) ※2003年5月、カリフォルニア州オークランドのYoshi'sにて収録 (ティム・ガーランドをフィーチャー)[27]
- Earthworks in Santiago, Chile (2019年) ※2002年9月録音。ボックスセットは1CD+1DVD[24]
- Live at the Schauburg Bremen 1987 (2022年)

### コラボレーション・アルバム
- 『アースワークス・アンダーグラウンド・オーケストラ』 - Earthworks Underground Orchestra (2006年) ※ブルーフォード/ガーランド名義

### コンピレーション・アルバム
- 『ヘヴィンリー・ボディーズ』 - Heavenly Bodies (1997年) ※2019年のボックスセットは2CDエクスパンデッド・エディション
- 『ビデオ・アンソロジーVol.1:2000s』 - Video Anthology Vol. 1 2000's (2007年) ※2019年のボックスセットは2枚組ライブCD付き[28][24]
- 『ビデオ・アンソロジーVol.2:1990s』 - Video Anthology Vol. 2 1990's (2007年) ※2019年のボックスセットは2枚組ライブCD付き[29][24]
- Earthworks Complete (2019年) ※ボックスセット。15タイトル20枚組CD+4枚組DVD[24]